# Felipe Ruíz
Felipe de Jesús Ruíz López (né le 20 février 1995 à Ciudad Obregón) est un athlète mexicain, spécialiste des épreuves combinées.
Il détient un record personnel de 7535 points.